# نیکی لیلی
نیکول لیلی کریستو (انگلیسی Nicole Lilly Christou؛ زاده ۲۲ جولای ۲۰۰۴؛ معروف به Nikki Lilly) یک کمپینر خیریه بریتانیایی، یوتیوبر، نویسنده و مجری تلویزیونی است. کریستو جوایز بین‌المللی بچه‌های امی را در سال ۲۰۱۹ برای قسمتی از سریال CBBC-زندگی من، Nikki Lilly Meets وNikki Lilly Bakes دریافت کرد و در «Celebrity Supply Teacher» در حال انجام درسی دربارهٔ وبلاگ‌نویسی ظاهر شد.
و جوانترین دریافت کننده جایزه ویژه بفتا است. کریستو در سال ۲۰۱۶ جایزه شخصیت شجاع را در جوایز افتخاری بریتانیا دریافت کرد.

## اوایل زندگی
در سن شش سالگی، کریستو برای اولین بار با ناهنجاری شریانی وریدی (AVM) تشخیص داده شد، یک بیماری نادر پزشکی که نیاز به درمان با عمل‌های متعدد دارد و ظاهر فیزیکی او را به وضوح تغییر داده است. او ۴ ماه مدرسه ابتدایی را از دست داد و چندین بار برای درمان به ایالات متحده رفت.
کریستو برای اولین بار با ویدیوهای یوتیوب خود شناخته شد، که در سن هشت سالگی شروع به ساختن آنها کرد تا تجربیات خود را از زندگی با «تفاوت قابل مشاهده» به اشتراک بگذارد. کانال یوتیوب او موضوعاتی از جمله زندگی با یک بیماری مزمن، قلدری، سلامت روان، شیرینی پزی و زیبایی را پوشش می‌دهد.

## فعالیت تلویزیونی
کریستو موضوع دو قسمت از مجموعه مستند CBBC: My Life: Born to Vlog و I Will Survive بوده است.
در سال ۲۰۱۶، کریستو برنده سری چهارم مسابقات Junior Bake Off شد و در سال ۲۰۱۸ کریستو شروع به ارائه برنامه CBBC Nikki Lilly Meets کرد. که در آن با سیاستمداران و افراد مشهور از جمله اندی موری، تنیسور و ترزا می، نخست‌وزیر سابق مصاحبه می‌کند.